# Puls (nieregularny kwartalnik literacki)
Puls. Nieregularny kwartalnik literacki – pismo literackie redagowane w II obiegu w Łodzi w latach 1977–1981.

## Historia
Pomysłodawcami Pulsu byli łódzcy działacze opozycji, współpracownicy KSS „KOR” Jacek Bierezin, Witold Sułkowski i Tomasz Filipczak. Miało stanowić alternatywę zarówno dla prasy oficjalnej, jak i pierwszego drugoobiegowego pisma literackiego - „Zapisu. W pracach redakcji poza założycielami uczestniczyli także Ewa Sułkowska-Bierezin, Zdzisław Jaskuła, Tadeusz Walendowski, Bartosz Pietrzak, Antoni Pawlak, Leszek Szaruga, Janusz Anderman oraz jako przedstawiciel zagraniczny Jan Chodakowski. Jako tłumacze współpracowali Sława Lisiecka, Piotr Bikont i Michał B. Jagiełło.  
Pierwszy numer ukazał się w październiku 1977. Do ogłoszenia stanu wojennego wydano łącznie 12 numerów (w tym trzy podwójne), nakład pisma wynosił 2000 egzemplarzy + 100 egzemplarzy bibliofilskich, wydawcą była Niezależna Oficyna Wydawnicza NOWA, nr 11/12 wydało wydawnictwo Krąg. Gotowy numer 13 został w całości skonfiskowany w stanie wojennym.
Pismo drukowało literaturę polską (m.in. twórców Nowej Fali) i obcą (m.in. Natalii Gorbaniewskiej, Warłama Szałamowa, Aleksandra Zinowiewa, Milana Kundery, Skowyt Allena Ginsberga), artykuły krytyczne i historyczno-literackie, nie stroniło od tekstów w konwencji groteski, głosząc program „niezależności w niezależności” i próbując opisywać rzeczywistość w oderwaniu od kontekstu cenzury zarówno oficjalnej, jak i wewnątrzopozycyjnej. W latach 1979–1981 wydano także sześć tomów biblioteki Pulsu (jako pierwszy Moskwę-Pietuszki Wieniedikta Jeriofiejewa). Od 1980 pismo przyznawało nagrodę literacką (pierwszy laureat Marian Brandys).
W 1982 inicjatywę wydawania Pulsu podjął w Londynie Jan Chodakowski. Założyciele pisma Jacek Bierezin i Witold Sułkowski, którzy redagowali je po wyjeździe na emigrację, odeszli z redakcji w 1983, a ciągłość merytoryczna pisma została w ten sposób zerwana.